# Халта-Додешть
Халта-Додешть, Халта-Додешті (рум. Halta Dodești) — село у повіті Васлуй в Румунії. Входить до складу комуни Віїшоара.
Село розташоване на відстані 254 км на північний схід від Бухареста, 30 км на південь від Васлуя, 88 км на південь від Ясс, 106 км на північ від Галаца.

## Населення
За даними перепису населення 2002 року у селі проживали 265 осіб, усі — румуни. Усі жителі села рідною мовою назвали румунську.